# Spodoptera inutilis
Spodoptera inutilis är en fjärilsart som beskrevs av Alphéraky 1897. Spodoptera inutilis ingår i släktet Spodoptera och familjen nattflyn. Inga underarter finns listade i Catalogue of Life.